# Kaplica sióstr klarysek w Bydgoszczy

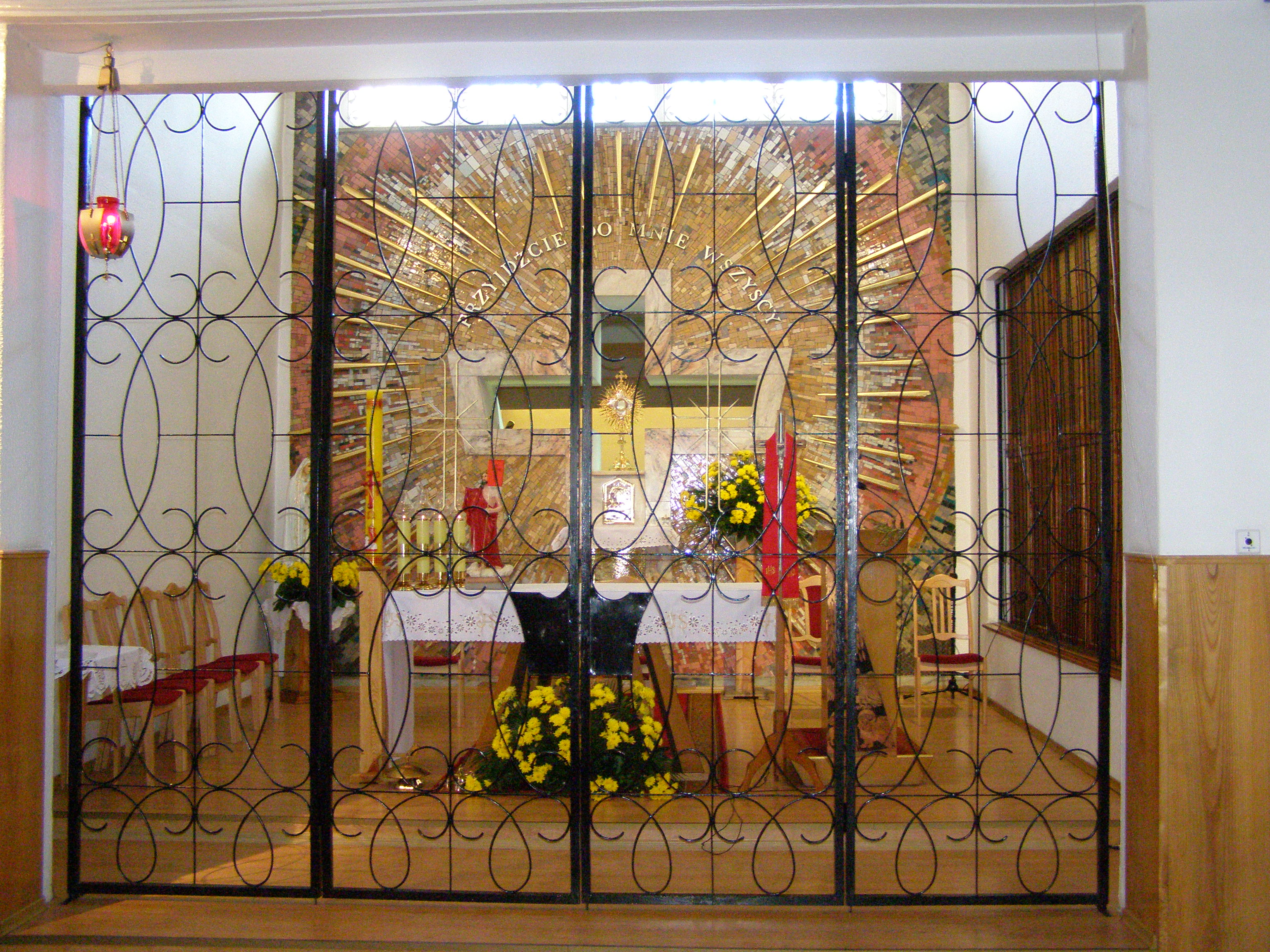
Wnętrze

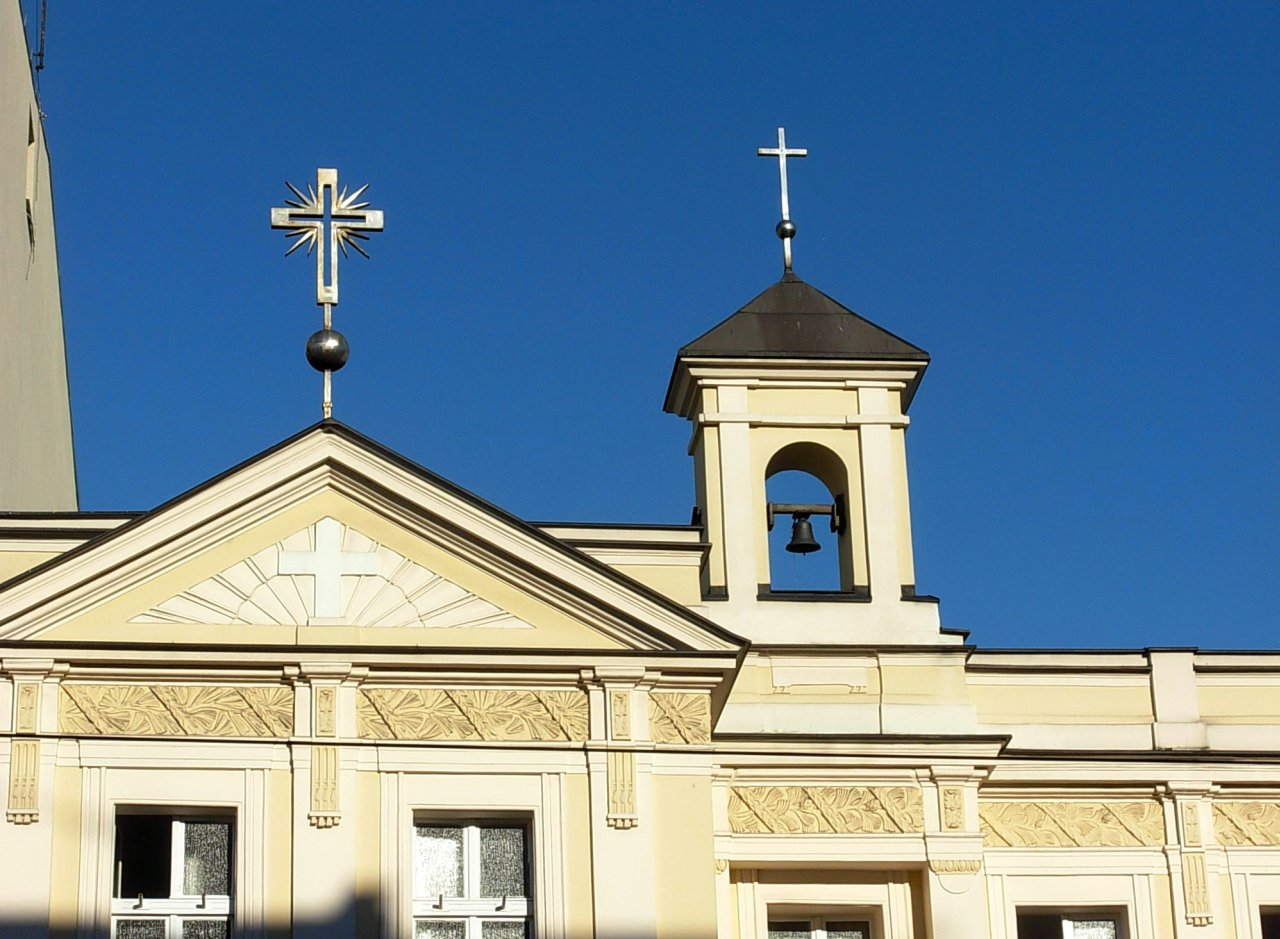
Krzyż i sygnaturka

Kaplica sióstr Klarysek pw. Bożego Ciała – kościół położony w Bydgoszczy przy ul. Gdańskiej.

## Położenie
Kaplica znajduje się w kamienicy przy ul. Gdańskiej 56 w Bydgoszczy. Obiekt wpisany do rejestrów zabytków  A/209 z  
03.03.1931

## Historia
Poprzedniczkami sióstr Klarysek, które dzisiaj zamieszkują klasztor w Bydgoszczy były siostry Klaryski – urbanistki. Przybyły one do miasta w 1615 r. i przebywały aż do kasaty zakonu przez władze pruskie w 1835 r. Pozostały po nich, częściowo zachowane zabudowania klasztorne (użytkowane obecnie przez Muzeum Okręgowe) oraz gotycko-renesansowy kościół pw. Wniebowzięcia Najświętszej Marii Panny. 
Siostry Klaryski od wieczystej Adoracji pojawiły się w Bydgoszczy w 1925 r. Nie był to ten sam zakon, co w wiekach XVII-XIX, lecz jego młodsza gałąź, którego charyzmatem jest nieustanna adoracja Jezusa Chrystusa w Najświętszym Sakramencie.
Obecny budynek kaplicy został wzniesiony w latach 1900–1901 według projektu nieznanego architekta jako willa mieszkalna należąca do kupca Adolfa Kolwitza, współwłaściciela hurtowni artykułów żelaznych przy ul. Chodkiewicza 19-21, znanej we wszystkich prowincjach wschodnich Niemiec. Zbudowano ją na parceli, którą wcześniej użytkował Paul Buttner. Pod koniec XIX wieku w posesji mieściło się natomiast przedsiębiorstwo spedycyjne Juliusa Bergmanna.
W 1925 roku parcela została sprzedana Zgromadzeniu Sióstr Klarysek z Gniezna. W związku z tym budynek główny przebudowano na cele klasztorne.
Początkiem użytkowania budynku jako kaplicy był akt intronizacji Najświętszego Sakramentu, którego dokonał bp Antoni Laubitz 14 września 1925 r. Rozpoczęto wówczas wieczystą adorację Najświętszego Sakramentu.
Od początku kaplica była ogólnodostępna. W całodziennej adoracji uczestniczyli uczniowie bydgoskich szkół średnich oraz mieszkańcy miasta.
13 września 1939 r. żołnierze hitlerowscy wkroczyli do klasztoru, gdzie dokonali rewizji, aresztowali kapelana oraz zamknęli kaplicę. 7 lipca 1941 r. siostry zostały zmuszone do opuszczenia klasztoru, zaś w kamienicy Niemcy urządzili biuro powiernicze. Jedna z sióstr Maria Kaleta Kamińska została w 1944 r. zamordowana.
Po wyzwoleniu Bydgoszczy, od stycznia do  czerwca 1945 r. w budynku kwaterowali żołnierze radzieccy. Następnie budynek przeznaczono na biuro Pomorskiej Izby Skarbowej. 
Jednak dzięki wytrwałym staraniom sióstr, odzyskały one budynek i ponownie zamieszkały w klasztorze od 22 lipca 1945 r.  
Proces reorganizacji klasztoru po II wojnie światowej zakończył się 16 lutego 1946 r., kiedy została zamknięta klauzura i wznowiona wieczysta adoracja Najświętszego Sakramentu.
W 1986 r. ks. kard. Józef Glemp poświęcił w kaplicy nowy Ołtarz Adoracji Jezusa Eucharystycznego.
Obecnie odbywają się w kaplicy - przy współudziale wiernych – msze św., nabożeństwa oraz adoracje dzienne i nocne.

## Architektura
Kamienica zbudowana została w stylistyce wczesnego modernizmu z elementami klasycyzującymi. W 1925 r. w związku z przebudową obiektu na cele klasztorne i sakralne, we wnętrzu została urządzona ogólnodostępna kaplica, a na elewacji założono krzyż oraz niewielką sygnaturkę.